# Farouk Ben Mustapha
Farouk Ben Mustapha (arabski: فاروق بن مصطفىur, ur. 1 lipca 1989 w Bizercie) – piłkarz tunezyjski grający na pozycji bramkarza, zawodnik saudyjskiego klubu Asz-Szabab Rijad.

## Kariera klubowa
Ben Mustapha pochodzi z miasta Bizerta i tam też rozpoczął karierę piłkarską w klubie CA Bizertin. W 2009 zadebiutował w jego barwach w rozgrywkach pierwszej ligi tunezyjskiej. Tam stał się pierwszym bramkarzem, gdy latem 2009 jego poprzednik Hassen Bejaoui odszedł do Espérance Zarzis. W 2014 przeszedł do Club Africain Tunis, z którym w sezonie 2014/2015 został mistrzem kraju.
3 lipca 2017 podpisał kontrakt z saudyjskim klubem Asz-Szabab Rijad, umowa do 30 czerwca 2020 (została przedłużona 30 czerwca 2019).

## Kariera reprezentacyjna
W 2010 Ben Mustapha, nie mając na koncie debiutu, został powołany do reprezentacji Tunezji na Puchar Narodów Afryki 2010. Tam był rezerwowym dla Aymena Mathlouthiego i nie rozegrał żadnego spotkania. W kadrze zadebiutował w 2012. W 2013 został powołany na Puchar Narodów Afryki 2013, a w 2015 na Puchar Narodów Afryki 2015.

## Sukcesy

### Klubowe
CA Bizertin
- Puchar Tunezji: 2012–13

Club Africain
- Championnat la Ligue Professionnelle 1: 2014–15
- Puchar Tunezji: 2016–17

### Reprezentacyjne
- Mistrzostwa Narodów Afryki w piłce nożnej: 2011